# 混合功能氧化酶
混合功能氧化酶（英語：Mixed-function oxidase）是一氧化酶家族的名称，在它们催化的反应中O2的两个原子分别被用于不同的功能。
氧化酶是催化氧化反应的酶的通用名，其中分子氧是电子受体但氧原子不出现在氧化产物之中。通常情况下氧被还原为水（线粒体电子传递链中的细胞色素氧化酶
）或是过氧化氢（过氧化物酶体中脂肪酰辅酶A的脱氢）。大多数氧化酶都是黄素蛋白。
“混合功能氧化酶”这个名字说明此酶同时氧化两种不同底物。脊椎动物中脂肪酰辅酶A的不饱和化是混合功能氧化酶反应的一个例子。在此过程中，饱和脂肪酰辅酶A与NADPH一起被分子氧（O2）氧化并产生单不饱和脂肪酰辅酶A、NADP+与两分子水。

## 反应
混合功能氧化酶反应以如下方式进行：
AH + BH2 + O2 → AOH + B + H2O